# King of the Cage
King of the Cage（キング・オブ・ザ・ケイジ）は、アメリカ合衆国の総合格闘技団体。1998年に設立。アマチュア王座も認定している。略称は、KOTC。

## 歴史
1999年10月30日にカリフォルニア州サンヤキントで第1回大会を開催。大半の大会がインディアン居留地のカジノホテルで開催され、カジノとの提携によって大会を開催している。2000年に「Gladiator Challenge」を開催。2001年にはPRIDEと提携し、アレクサンダー大塚らが出場した。2004年にタクミがチャーリー・コーラーを破ってライト級王座を獲得。
2007年に「EliteXC」を主催するProElite社に買収され、同年以降はメジャー団体への人材育成大会という姿勢をとり、クイントン・"ランペイジ"・ジャクソンやユライア・フェイバーなど著名な選手を輩出した。2009年にProElite社が破綻すると株式を100％買い戻し活動を継続した。2010年1月30日には日本・沖縄県で開催し、修斗からマモルと朴光哲が出場。

## ルール
階級規定はネバダ州アスレチック・コミッションおよびボクシング・コミッション協会制定の統一階級に基本的には準拠しているが、アスレチック・コミッションの管理下に置かれないインディアン居留地での開催が大半のため、クルーザー級、スーパーミドル級、ジュニアウェルター級で独自の体重を設定している。またフェザー級、バンタム級、フライ級では、1階級下の階級名称を使用している。

## 階級・王座
- 王座の変遷については「KOTC王者一覧（英語版）」を参照。

| 階級                 | 体重              |
| -------------------- | ----------------- |
| スーパーヘビー級     | +265lbs: +120.2kg |
| ヘビー級             | -265lbs: -120.2kg |
| クルーザー級         | -230lbs: 104.3kg  |
| ライトヘビー級       | -205lbs: -93.0kg  |
| スーパーミドル級     | -195lbs: -88.5kg  |
| ミドル級             | -185lbs: -83.9kg  |
| ウェルター級         | -175lbs: -79.4kg  |
| ジュニアウェルター級 | -165lbs: -74.8kg  |
| ライト級             | -155lbs: -70.3kg  |
| バンタム級           | -145lbs: -65.8kg  |
| フライ級             | -135lbs: -61.2kg  |
| ジュニアフライ級     | -125lbs: -56.7kg  |
| ストロー級           | -115lbs: -52.2kg  |
| アトム級             | -105lbs: -47.6kg  |